# Exército da República Socialista da Romênia
O Exército da República Socialista da Romênia (em romeno:  Armata Republicii Socialiste România) foi o exército da República Socialista da Romênia (1965 a 1989), anteriormente conhecido como Exército da República Popular da Romênia (em romeno:  Armata Republicii Populare Romîne) durante a República Socialista da Romênia (1947 a 1965). Após a Revolução Romena em 1989, foi renomeado para Forças Armadas Romenas. Consistia nas Forças Terrestres, na Marinha e na Força Aérea.

## História
Em 1944, o Exército Vermelho invadiu a Romênia na Ofensiva Jassy-Kishinev, causando a derrubada do regime de Ion Antonescu através de um golpe real. Em 1945, foram desenvolvidos novos regulamentos militares baseados nos do Exército Vermelho  e em 1946, a Romênia ficou completamente sob a influência da União Soviética e tornou-se parte do Bloco Oriental. Os regulamentos militares foram finalizados em 1949. Como todos os outros estados socialistas, o Exército estava sujeito ao governo do Partido Comunista Romeno, cujo secretário-geral era, desde 1974, Presidente da República, além de seu papel como comandante-em-chefe do exército.
Durante o mandato do general Emil Bodnăraș como ministro da defesa, o Exército passou por um período de sovietização, com Bodnăraș enviando pessoalmente vários comunistas romenos a Moscou para serem treinados em instituições militares soviéticas, como a Academia Militar de Frunze.   30% do corpo de oficiais experientes foram expurgados do serviço militar devido a temores de oposição e lealdades monárquicas.  Entre 1949 e 1952, mais de 700 militares romenos estavam sendo treinados na URSS, um número que cairia em mais de 200 nos próximos 6 anos.  Eles também adotaram um uniforme de gala de estilo soviético e um uniforme de uso diário. Nos primeiros dias da República, as Forças Armadas Soviéticas tinham tropas estacionadas no país. A presença soviética veio como resultado da ocupação soviética da Romênia. Bodnăraș foi visto como tendo influência na decisão de Nikita Khrushchov de retirar as tropas soviéticas em 1958.   
De maio de 1955 a 1991, a Romênia foi membro do Pacto de Varsóvia, que forneceu ao exército romeno armas e outros equipamentos de fabricação soviética, bem como assistência na construção da sua própria indústria de defesa.  Sob a presidência de Nicolae Ceaușescu, a RPA afirmou independência funcional na indústria de defesa e na aquisição de equipamentos, mantendo ao mesmo tempo fortes laços com o Comando do Pacto de Varsóvia, com muitos dos seus veículos blindados, aeronaves e artilharia, bem como armamento individual, sendo produzidos nacionalmente. Além disso, um novo conjunto de patentes de alistados e suboficiais foi adotado na década de 1970, juntamente com a reintegração das patentes de suboficiais seniores (maistru militar), que substituíram o antigo modelo de patente soviético para esse pessoal. Em 12 de março de 1958, foi criado o Comitê Esportivo dos Exércitos Amigos, do qual o Exército Romeno se tornou membro fundador. Em novembro de 1986, foi realizado um referendo pelo governo no qual os eleitores, quando questionados se aprovavam a redução do tamanho do exército e o corte dos gastos militares em 5%, aprovaram as propostas em 100%, sem que um único voto contasse contra. 
As Forças Armadas seriam renomeadas em 1989 após a Revolução Romena, durante a qual oficiais e pessoal militar desertaram para o lado da oposição após um discurso público de Ceaușescu transmitido pela televisão estatal  e um pelotão de fuzilamento fornecido por pessoal do regimento paraquedista. O capitão Ionel Boeru, o sargento-mor Georghin Octavian e Dorin-Marian Cîrlan participaram do julgamento e execução de Nicolae e Elena Ceaușescu em 26 de dezembro.  Na semana seguinte à queda de Ceaușescu, as Forças Armadas desertadas travaram sangrentas batalhas de rua, supostamente contra as forças da Securitate que ainda estavam do lado de Ceaușescu. 

## Liderança

### Comandante-em-Chefe Supremo
O título de Comandante-em-Chefe Supremo era detido pelo líder de facto da nação, Secretário-Geral do Partido Comunista Romeno, apesar de o Presidente do Conselho de Estado ter sido o chefe de estado de jure até 1974, altura em que foi substituído pelo Presidente da Romênia.
| N° | Comandante-em-Chefe Supremo                   | Retrato | Mandato                                            |
| -- | --------------------------------------------- | ------- | -------------------------------------------------- |
| 1  | Tenente-general Nicolae Ceaușescu (1918–1989) |         | 1969 – 22 de dezembro de 1989 (24 anos e 275 dias) |

### Ministro da Defesa Nacional
O cargo de Ministro da Defesa Nacional (em romeno:  Ministrul Apărării Naționale) é o principal líder político das forças armadas. Antes disso, era o Ministro da Guerra (em romeno:  Ministru de Război) que cuidava de assuntos militares no governo. A política de defesa do país era gerida pelo órgão chefiado pelo ministro, o Ministério da Defesa Nacional, liderado por um oficial profissional com patente de Coronel-general ou superior. O ministro era membro permanente do Politburo do Partido Comunista Romeno.
| N° | Ministro da Defesa Nacional                     | Retrato | Mandato                                                           |
| -- | ----------------------------------------------- | ------- | ----------------------------------------------------------------- |
| 1  | General do Exército Emil Bodnăraș (1904–1976)   |         | 27 de dezembro de 1947 – 3 de outubro de 1955 (7 anos e 280 dias) |
| 2  | General do Exército Leontin Sălăjan (1913–1966) |         | 3 de outubro de 1955 – 28 de agosto de 1966 (10 anos e 329 dias)  |
| 3  | General do Exército Ioan Ioniță (1924–1987)     |         | 29 de outubro de 1966 – 16 de junho de 1976 (9 anos e 231 dias)   |
| 4  | Coronel-general Ioan Coman (1926–)              |         | 16 de junho de 1976 – 29 de março de 1980 (3 anos e 287 dias)     |
| 5  | Coronel-general Constantin Olteanu (1928–2018)  |         | 29 de março de 1980 – 16 de dezembro de 1985 (5 anos e 262 dias)  |
| 6  | Coronel-general Vasile Milea (1927–1989)        |         | 16 de dezembro de 1985 – 22 de dezembro de 1989 (4 anos e 6 dias) |

### Chefe do Estado-Maior General
| N° | Ministro da Defesa Nacional                     | Retrato | Mandato                                                            |
| -- | ----------------------------------------------- | ------- | ------------------------------------------------------------------ |
| 33 | Coronel-general Constantin Popescu (1893–?)     |         | 30 de janeiro de 1948 – 18 de março de 1950 (2 anos e 47 dias)     |
| 34 | General do Exército Leontin Sălăjan (1913–1966) |         | 18 de março de 1950 – 26 de abril de 1954 (4 anos e 39 dias)       |
| 35 | General Ion Tutoveanu (1914–2014)               |         | 26 de abril de 1954 – 15 de junho de 1965 (11 anos e 50 dias)      |
| 36 | General Ion Gheorghe (1923–2009)                |         | 15 de junho de 1965 – 29 de novembro de 1974 (9 anos e 167 dias)   |
| 37 | Tenente-general Ioan Coman (1926–)              |         | 29 de novembro de 1974 – 16 de junho de 1976 (1 ano e 200 dias)    |
| 38 | Tenente-general Ion Hortopan (1925–2000)        |         | 1º de julho de 1976 – 31 de março de 1980 (3 anos e 274 dias)      |
| 39 | Coronel-general Vasile Milea (1927–1989)        |         | 31 de março de 1980 – 16 de fevereiro de 1985 (4 anos e 322 dias)  |
| 40 | Coronel-general Ștefan Gușă (1940–1994)         |         | 25 de setembro de 1986 – 28 de dezembro de 1989 (3 anos e 97 dias) |

## Componentes
A partir de 1985, o Exército foi organizado nos seguintes ramos de serviço: 
- Forças Terrestres (Forțele Terestre)
- Força Aérea (Forțele Aeriene)
- Marinha (Marina)

Vários outros ramos não faziam parte do Ministério da Defesa Nacional, mas eram controlados diretamente pelo Exército Romeno ou pelo PCR: 
- Guardas Patrióticos (Gărzile Patriotice)
- Tropas de Segurança (Trupele de securitate)
- Tropas de Fronteira (Trupele de frontieră)

Uma característica distintiva do sistema de tripulação das forças armadas da RAF era a possibilidade contínua de recrutamento de mulheres para o serviço militar (embora a maior parte do pessoal militar feminino servindo naquela época fosse médica, enfermeira e operadora de radiocomunicações). 
O pessoal ativo do Exército totalizava os seguintes números: 
| Filial            | Tamanho                     |
| ----------------- | --------------------------- |
| Forças Terrestres | 125.000                     |
| Marinha           | 5.000                       |
| Força Aérea       | 8.000                       |
| Total             | 138.000 oficiais e soldados |

De 1947 a 1960, os militares foram organizados em 3 regiões militares: Ocidental (baseada em Cluj), Oriental (baseada em Bacău) e Sul (baseada em Bucareste).  Sucedidos por corpos de exército na década de 60, eram áreas que em tempo de guerra se tornariam um corpo de exército com seus quartéis-generais atuando como áreas de responsabilidade.

### Forças Terrestres

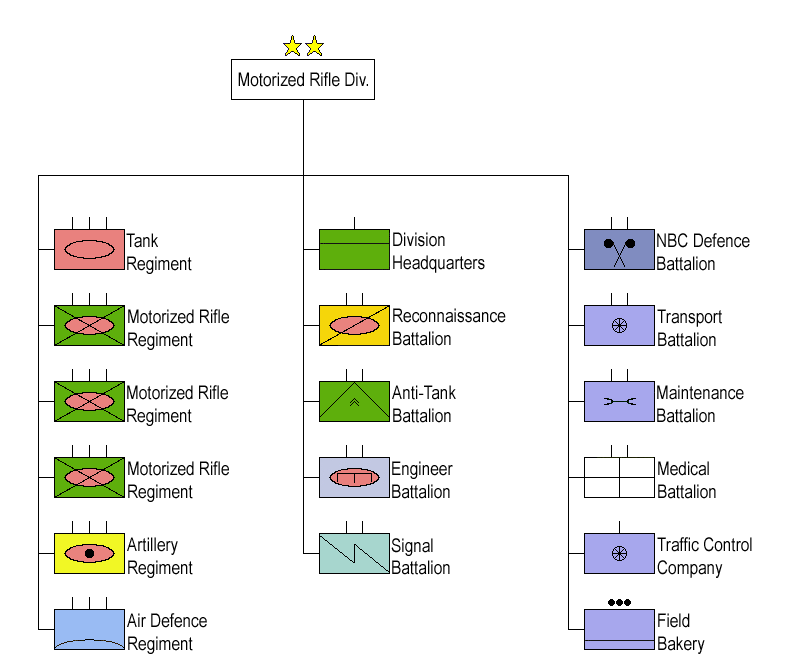
Um gráfico da estrutura de uma Divisão de Rifles Motorizados das Forças Terrestres Romenas.

As unidades mais antigas das forças terrestres eram a Divisão Tudor Vladimirescu e a Divisão Horia, Cloșca și Crișan, ambas usadas como ferramentas políticas pelos líderes comunistas. Eram compostos por ex-prisioneiros de guerra, estagiários soviéticos e ativistas comunistas como Valter Roman. 
Em 1980, as Forças Terrestres Romenas foram reorganizadas em 4 Comandos do Exército: 
- 1º Comando do Exército (Bucareste)
- 2º Comando do Exército (Buzău)
- 3º Comando do Exército (Craiova)
- 4º Comando do Exército (Cluj-Napoca)

Todos os quatro Comandos do Exército consistiam em 8 Divisões de Infantaria Mecanizada, 2 Divisões Blindadas e 1 Brigada Blindada, bem como 4 Brigadas de Infantaria de Montanha como unidades de infantaria motorizadas especializadas, além de uma divisão administrativa de 4 regimentos de infantaria paraquedistas. Entre 1960 e 1964, as divisões de rifle/mecanizadas foram convertidas em divisões de infantaria mecanizada (rifle motorizado), o que resultou em reduções de tamanho por ser uma fusão de ambos os tipos de unidades. As recém-criadas divisões de infantaria mecanizada foram estruturadas de forma semelhante às soviéticas, organizadas em um QG de divisão, três regimentos de infantaria mecanizada, um regimento de tanques, um regimento de artilharia de campanha, bem como em subunidades do tamanho de batalhões de outras especialidades, enquanto as divisões blindadas foram estruturados em três regimentos de tanques, um regimento de infantaria mecanizada, um regimento de artilharia de campanha e uma série de outras subunidades do tamanho de um batalhão de outras especialidades. 
O grau de mecanização da infantaria não foi completo, ao contrário dos outros estados membros do Tratado de Varsóvia, pois em 1985 apenas dois dos três batalhões de infantaria da composição dos regimentos mecanizados estavam equipados com veículos blindados de transporte de pessoal com rodas TAB-71 e TAB -77. Embora desde 1985 os regimentos de infantaria tenham começado a receber o novo veículo de combate de infantaria anfíbio MLI-84, a mecanização de toda a infantaria não teve sucesso até 1989. 
Dissolvidos pelos soviéticos nos primeiros anos da Romênia ocupada e do pós-guerra, os Vânători de munte (caçadores de montanha) foram restabelecidos em 1958, sendo o equivalente à 7ª Divisão de Assalto Aéreo de Montanha da Guarda Soviética ou à 10ª Divisão de Montanha americana. Foi considerada a unidade mais bem treinada das Forças Terrestres devido ao seu equipamento composto por APCs MLVM e 76mm. canhões de montanha, e foi organizado em 4 brigadas estacionadas nas áreas montanhosas. 

### Marinha

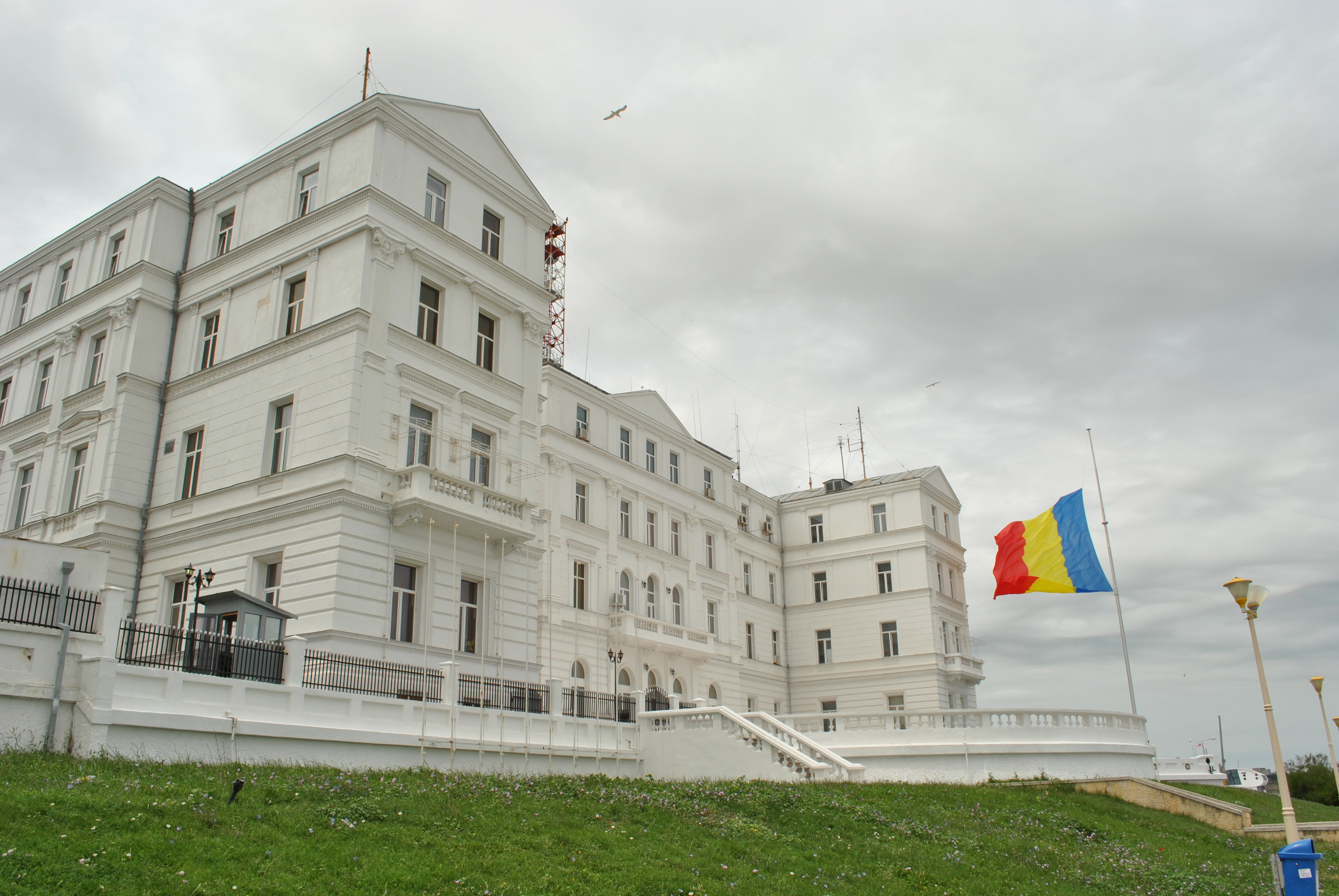
O Edifício Naval de Constanța serviu de quartel-general da Marinha.

Nos primeiros anos do pós-guerra, a Marinha Romena foi privada da sua frota mercante devido à rápida aquisição dos navios romenos pela Marinha Soviética. Em setembro de 1944, a Marinha Soviética transferiu todos os navios de guerra romenos para portos no Cáucaso, perto do Azerbaijão e da Geórgia, todos os quais só foram devolvidos pouco mais de um ano depois, com exceção da classe Regele Ferdinand, que foi mantida pela Frota do Mar Negro até o início dos anos 1950.  Vários navios de guerra, como o Amiral Murgescu, nunca foram devolvidos e permaneceram em serviço soviético até serem desativados. Uma vez na posse de navios patrulha, a Marinha Romena formou o Esquadrão Danúbio, que mais tarde mudou seu nome para Brigada Fluvial em 1959. Como resultado da reforma das forças navais da década de 1940, um esquadrão de patrulha foi convertido em uma unidade independente, que operou sob o Quartel-General Naval até maio de 1951. Quatro anos depois, os navios de guerra e as unidades da Marinha ficaram subordinados ao quartel-general. 
Em 1962, foi fundada a 42ª Divisão Marítima, dando continuidade às tradições da Divisão Marítima, uma grande unidade que havia deixado de exercer funções desde o final da Segunda Guerra Mundial. No final dos anos 70 e início dos anos 80, vários navios de guerra foram construídos nos estaleiros romenos, especificamente os navios de escolta Midia e Constanța do estaleiro Brăila.  No início da década de 1980, a Marinha intensificou os esforços para desenvolver a sua própria indústria naval nacional, construindo novos barcos de patrulha utilizando tecnologia e designs chineses e soviéticos. Em 1989, a Marinha Romena tinha mais de 7.500 marinheiros, todos organizados na Frota do Mar Negro, na Esquadra do Danúbio e na Defesa Costeira. Suas principais bases navais e estaleiros eram os portos de Mangalia e Constanța, no Mar Negro. Com sede em Constanța, o Regimento de Defesa Costeira de 2.000 membros era o componente de defesa baseado em terra contra ataques do Mar Negro.  

### Força Aérea

Bandeira da Força Aérea da Romênia, 1952-1965

Em 1946, após uma reorganização, a Força Aérea consistia em sete Flotilhas Aéreas, das quais duas eram flotilhas de caça e as demais eram de bombardeio, assalto, informação e transporte. Um total de 953 aeronaves estavam em serviço, incluindo modelos do pré-guerra e da Segunda Guerra Mundial  como o Bf 109 G, IAR 80, IAR 37, Ju 88, etc.
Seguindo uma condição imposta durante os Tratados de Paz de Paris de 1947, o efetivo da aviação militar da Roménia foi reduzido para 150 aeronaves, das quais 100 eram para combate e as restantes para treino.  Em 15 de fevereiro de 1949, o Comando de Aviação Romeno foi estabelecido seguindo o modelo soviético de regimentos de aviação, em vez do modelo de esquadrão britânico. Mais tarde, esta seria renomeada para Força Aérea Romena.
Os primeiros caças a jato chegaram em 1951, com a primeira Divisão Aérea a Jato (Dividia Aeriană Reactivă) sendo estabelecida em 1 de abril do mesmo ano, em Ianca.  A unidade estava equipada com caças Yak-23 e Yak-17 de fabricação soviética e tinha três regimentos (11º, 12º e 13º).  A 97ª Divisão de Aviação de Caça a Jato foi declarada pronta para combate em 15 de setembro de 1951. A primeira missão de interceptação foi realizada na noite de 28/29 de outubro de 1952, quando um bombardeiro soviético Il-28 entrou não autorizado no espaço aéreo romeno.  Os primeiros MiG-15 também entraram em serviço em 1952. Essas aeronaves foram usadas pela primeira vez nos regimentos soviéticos implantados em Craiova e Deveselu e foram transferidas para a Força Aérea Romena em setembro de 1952.  O primeiro voo supersônico aconteceu em 5 de março de 1958, com um MiG-19 na Base Aérea de Deveselu. 
Em 1969, foi criada uma unidade de defesa aérea para fornecer proteção contra ataques aéreos enquanto um regimento de paraquedistas foi fundado em 1980, ambos atribuídos à Base Aérea de Câmpia Turzii (atual 71ª Base Aérea da RoAF). Uma aeronave de ataque IAR-93 de fabricação romena realizou seu primeiro vôo em 31 de outubro de 1974 sobre Bacău,  marcando o primeiro caça a jato no Bloco Oriental a ser fabricado internamente. A aeronave Mikoyan MiG-29 entrou no inventário da Força Aérea poucos dias antes da Revolução Romena de dezembro de 1989.

### Guardas Patrióticos

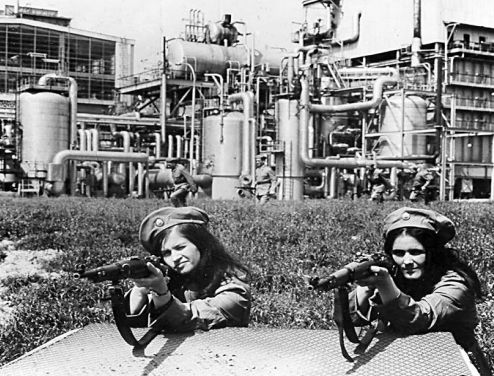
Duas guardas patrióticas treinando perto de um parque industrial.

Formada em 1968 após o discurso de Ceaușescu de 21 de agosto de 1968, a Guarda Patriótica Romena era uma organização dedicada à segurança pública, com funções que incluíam o policiamento civil e uma reserva ativa do Exército. Durante a guerra, o Presidente da República poderia autorizar os guardas a se tornarem uma grande "Milícia" que forneceria segurança do tipo policial militar, bem como aumentaria as forças terrestres e operaria como forças de guerrilha. A força não fazia parte do Ministério da Defesa Nacional, mas era uma unidade diretamente subordinada ao PCR e à União da Juventude Comunista, da qual convocou membros de ambos. Os membros dos guardas eram considerados tropas territoriais (Forțele teritoriale), pois estavam organizados em companhias e/ou pelotões e estavam baseados em cada județ, município e área industrial/agrícola sob o comando do primeiro secretário do PCR local. 

### Tropas da Securitate
Em 23 de janeiro de 1949, o governo comunista dissolveu a Gendarmaria Real Romena apenas para expurgar seu pessoal e redistribuí-lo para a recém-criada Diretoria de Tropas de Segurança (DTO) da Securitate (Departamento de Segurança do Estado), inspirada nas Tropas Internas do NKVD. e a KGB.  Agiu como uma força paramilitar de elite de 20.000 homens, composta por pessoas selecionadas do grupo de recrutas do Exército. Foi organizado em unidades de infantaria equipadas com armas pequenas, bem como artilharia e veículos blindados de transporte de pessoal. As tropas de segurança eram directamente responsáveis perante o Ministro do Interior e, neste último, o Comandante-em-Chefe Supremo, dando-lhes então a capacidade de proteger instalações importantes, incluindo edifícios de escritórios da PCR e estações de rádio e televisão estatais. 
O regime de Ceaușescu poderia teoricamente ter convocado as tropas de segurança como um exército privado para evitar um golpe de estado militar e/ou reprimir motins anti-regime. Operava sob uma disciplina e rotina mais rigorosas do que os militares regulares, o que resultou no seu tratamento especial e no gozo de melhores condições de vida do que os seus homólogos.  No final de 1989, a diretoria foi dissolvida e substituída primeiro pelas Tropas da Guarda e da Ordem (Trupele de Pază și Ordine) e, mais tarde, pela Gendarmaria reformada.

## Equipamento

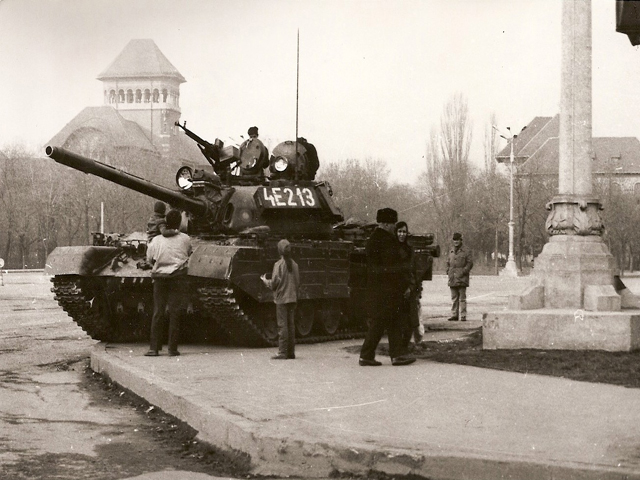
Um tanque TR-85 em Bucareste durante a Revolução Romena de 1989.

### Armas
| Arma                              | Origem                                              | Tipo                        | Notas                                                                          |
| --------------------------------- | --------------------------------------------------- | --------------------------- | ------------------------------------------------------------------------------ |
| TTC                               | - União Soviética - República Socialista da Romênia | Pistola semiautomática      | Pistola TT-33 produzida na Romênia sob a designação TTC.                       |
| Pistol Carpați Md. 1974           | República Socialista da Romênia                     | Pistola semiautomática      | Pistola padrão.                                                                |
| Pistol Mitralieră model 1963/1965 | - União Soviética - República Socialista da Romênia | Fuzil de assalto            | Edição padrão até 1980, quando foi substituído pelo Pușcă Automată model 1986. |
| Pușcă Automată model 1986         | - União Soviética - República Socialista da Romênia | Fuzil de assalto            | Mentada para substituir a Pistol Mitralieră model 1963/1965.                   |
| PM md. 64                         | - União Soviética - República Socialista da Romênia | Metralhadora leve           |                                                                                |
| Metralhadora Cugir                | - República Socialista da Romênia - União Soviética | Metralhadora de uso geral   | Cópia da metralhadora PK                                                       |
| PSL                               | República Socialista da Romênia                     | Rifle de atirador designado | Rifle de atirador padrão.                                                      |
| SKS M56                           | - União Soviética - República Socialista da Romênia | Fuzil semiautomático        | Produzido sob licença.                                                         |
| RPG-2                             | União Soviética                                     | Arma AT leve                | [ 45 ]                                                                         |
| RPG-7                             | União Soviética                                     | Arma AT leve                |                                                                                |
| Mosin–Nagant                      | - Império Russo - União Soviética                   | Rifle de ferrolho           | [ 46 ]                                                                         |

### Forças Terrestres
| Tanque  | Origem                          | Tipo    | Em serviço | Notas  |
| ------- | ------------------------------- | ------- | ---------- | ------ |
| T-34    | União Soviética                 | 85      | 1.053      | [ 47 ] |
| T-55    | União Soviética                 | AM, AM2 | 756        | [ 47 ] |
| TR-85   | República Socialista da Romênia |         | 617        | [ 47 ] |
| TR-850  | República Socialista da Romênia |         | 413        | [ 47 ] |
| T-72    | União Soviética                 | M       | 30         | [ 47 ] |
| SU-76   | União Soviética                 |         | 326        |        |
| SU-100  | União Soviética                 |         | 66         |        |
| ISU-152 | União Soviética                 |         | 20         |        |

| IFV/APC | Origem                          | Tipo                      | Em serviço | Notas  |
| ------- | ------------------------------- | ------------------------- | ---------- | ------ |
| MLI-84  | República Socialista da Romênia | IFV                       | 154        | [ 48 ] |
| BTR-40  | União Soviética                 | APC                       | 26         | [ 48 ] |
| BTR-50  | União Soviética                 | APC                       | 35         | [ 48 ] |
| BTR-60  | União Soviética                 | APC                       | 50         | [ 48 ] |
| TAB-71  | República Socialista da Romênia | APC                       | 1,870      | [ 48 ] |
| TAB-77  | República Socialista da Romênia | APC                       | 155        | [ 48 ] |
| TABC-79 | República Socialista da Romênia | APC                       | 441        | [ 48 ] |
| MLVM    | República Socialista da Romênia | APC                       | 53         | [ 48 ] |
| BRDM-2  | União Soviética                 | Veículo de reconhecimento | 139        | [ 48 ] |
| TAB-80  | República Socialista da Romênia | Veículo de reconhecimento | 8          | [ 48 ] |

### Força Aérea
| Modelo             | Origem                                 | Tipo             | Em serviço | Notas  |
| ------------------ | -------------------------------------- | ---------------- | ---------- | ------ |
| MiG-21             | União Soviética                        | Caça             | 300        |        |
| MiG-23             | União Soviética                        | Caça             | 46         |        |
| Su-22              | União Soviética                        | Ataque terrestre | 34         |        |
| IAR 99             | República Socialista da Romênia        | Trainer          | 90         |        |
| L-39 Albatros      | República Socialista da Checoslováquia | Trainer          | 32         |        |
| Ilyushin Il-28     | União Soviética                        | Bombardeiro      | N/A        |        |
| Antonov An-24      | União Soviética                        | Transport        | 12         |        |
| Antonov An-26      | União Soviética                        | Transport        | 16         |        |
| IAR 330            | República Socialista da Romênia        | Helicopter       | 60         | [ 50 ] |
| IAR 316            | República Socialista da Romênia        | Helicopter       | 136        | [ 51 ] |
| S-75 Dvina         | União Soviética                        | SAM              | N/A        |        |
| S-125 Neva/Pechora | União Soviética                        | SAM              | N/A        |        |
| 9K33 Osa           | União Soviética                        | SAM              | N/A        |        |
| 9K31 Strela-1      | União Soviética                        | SAM              | N/A        |        |

### Artilharia
- Total: 3.707 [52]

Artilharia pesada:
- Morteiro 240mm M240[53]

### Marinha
Navios: 
- Corveta classe Poti
- Caça-submarino classe Kronshtadt
- Lança-mísseis classe Osa
- Barco torpedeiro Type 025
- Navío de ataque rápido classe Epitrop
- Canhoneira Type 062
- Lança-minas da classe Cosar
- Caça-minas classe Democrația

No início da década de 1990, os equipamentos das principais unidades foram sucateados devido à idade e ao custo de manutenção.